# 식 (천문)

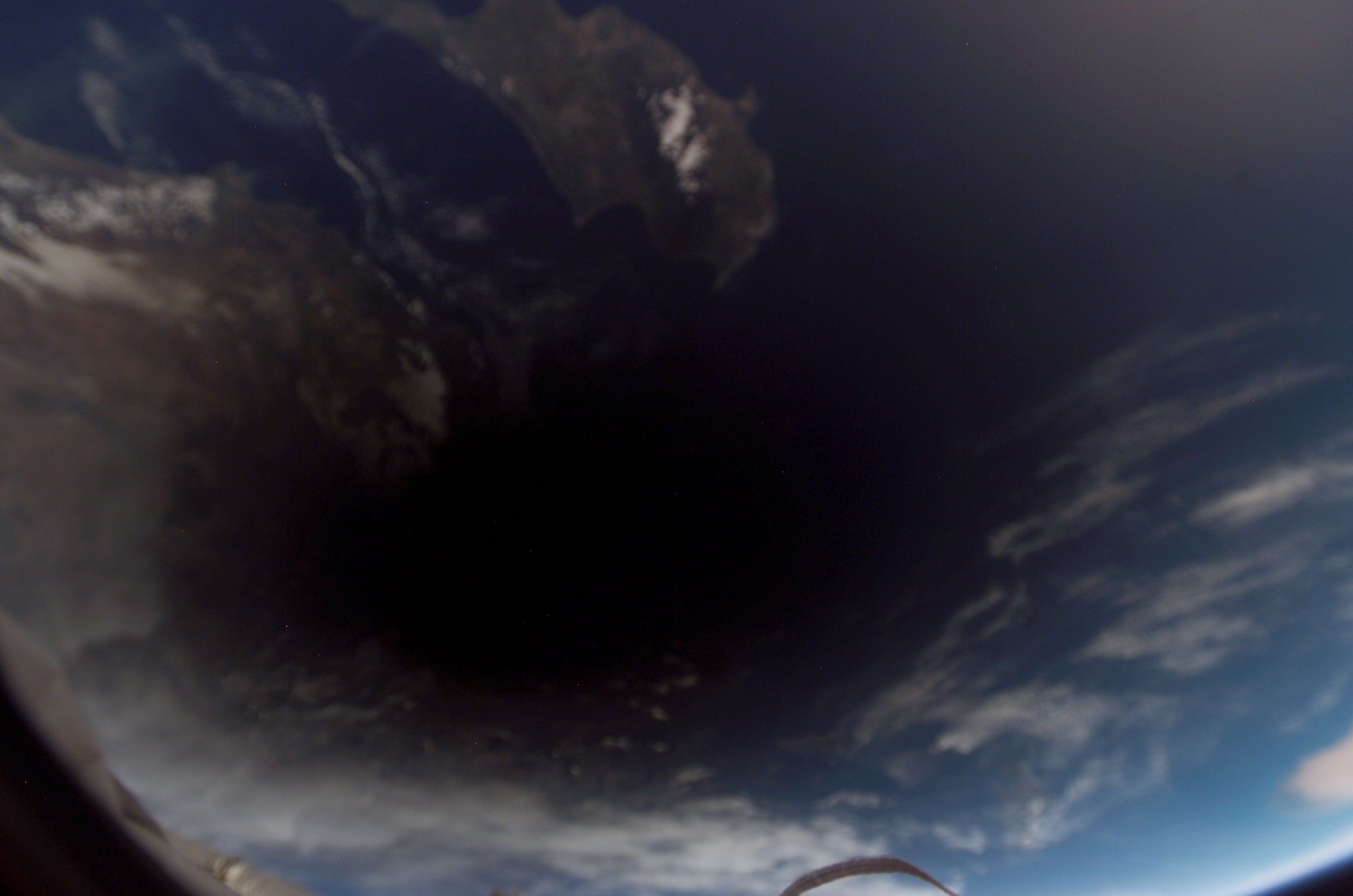
2006년 3월 29일 지중해에서 일어난 일식을 우주 궤도에서 촬영한 사진.

식(蝕, eclipse, 문화어: 가림)은 천문학에서 한 천체가 다른 천체를 가리거나 그 그림자에 들어가는 현상을 말한다. 부분식과 구분하기 위해 개기(皆旣) 또는 개기식(皆旣蝕)이라고도 한다.
이 용어는 일반적으로 월식, 일식 등으로 사용된다.

## 같이 보기
- 금성 일면통과